# 托倫省
托倫省（波蘭語：Województwo toruńskie）是波蘭歷史上的一個省，始於1975年。1999年1月1日被併入庫亞維-濱海省。1998年的面積为5,348平方公里，人口为674,800人，首府为托倫。